# Storia del nuovo cognome
Storia del nuovo cognome è un romanzo del 2012 scritto da Elena Ferrante e pubblicato in Italia da E/O. È il secondo romanzo della serie L'amica geniale, preceduto da L'amica geniale del 2011 e seguito da Storia di chi fugge e di chi resta del 2013 e Storia della bambina perduta del 2014.
Il romanzo riprende esattamente da dove aveva lasciato il lettore (il matrimonio di Lila e Stefano) e segue l'intreccio delle vicende delle due ragazze attraverso gli anni Sessanta.
La narrazione dal punto di vista di Elena prosegue raccontando i suoi successi scolastici (il conseguimento del diploma di liceo classico, la laurea alla Normale di Pisa) e l'evoluzione delle vite dei personaggi.

## Trama

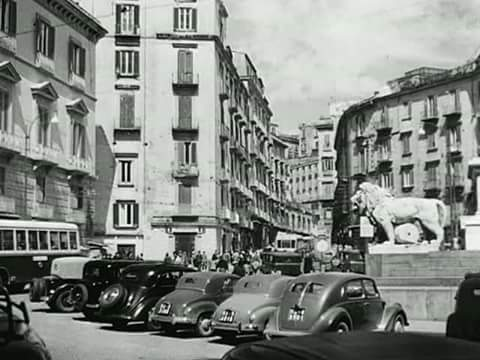
Piazza dei Martiri a Napoli: dove, nel 1961, viene aperto il negozio di scarpe Solara-Cerullo.

Dopo il matrimonio Lila capisce di non amare Stefano e di provare ribrezzo per lui, poiché vendutosi ai Solara e divenuto già durante la luna di miele ad Amalfi molto violento e sessista, tanto da riempirla spesso di lividi e stuprarla la prima notte di nozze. La ragazza perciò diventa presto infelice, animandosi solo in seguito all'apertura del negozio di scarpe in Piazza dei Martiri, per il quale realizza un cartellone di grande effetto. Intanto Elena ha terminato l'anno scolastico in modo stentato, oppressa da sua madre e dalla gelosia di Antonio, che dopo molti conflitti la lascia. 
Quando le due amiche si rivedono, Lila le concede di utilizzare casa sua, quasi sempre vuota da quando lei lavora nella nuova salumeria del marito, spingendola a impegnarsi per recuperare. Elena supera il quarto anno brillantemente e, dopo aver lavorato in libreria, parte con Lila, che secondo i medici ha bisogno di un periodo di mare per rimettersi in forze dopo che aver subìto un aborto spontaneo il giorno dell'inaugurazione del calzaturificio Solara-Cerullo a causa degli eccessivi sforzi. 
Le due si recano a Ischia con Nunzia, madre di Lila, e la cognata Pinuccia, incinta di suo fratello Rino. Le tre ragazze passano molto tempo in spiaggia con Nino Sarratore e Bruno Soccavo, l'amico che lo ospita. Mentre Pinuccia lega con Bruno, Elena, Nino e Lila passano le giornate a discutere di letteratura e politica: in più sull'isola scoppia l'amore tra Lila e Nino; perciò Elena, affranta, durante una gita cede alle insidie di Donato Sarratore, con il quale perde la verginità una sera sulla spiaggia.
Dopo la vacanza Elena si rifugia nello studio e nel lavoro, ottenendo un risultato eccellente all'esame di maturità. Grazie a un membro esterno tenta l'esame d'ingresso alla Normale di Pisa, per la quale vince una borsa di studio e riesce finalmente a ottenere il denaro necessario per poter proseguire con lo studio senza più esser ostacolata da nessuno. Poco prima di partire per Pisa, Elena va a trovare Lila, che ha iniziato una relazione clandestina con Nino e con il quale si vede di nascosto nel retrobottega del negozio di scarpe del centro.
Lila è incinta e poco dopo lascia il marito per vivere con l'amante presso uno squallido appartamento ai Campi Flegrei, con cui tuttavia la convivenza ha durata breve e perciò, aiutata dall'amico d'infanzia Enzo, fa ritorno dopo poco tempo al degradato rione. Intanto Elena, dopo un periodo di ambientamento a Pisa e una relazione quasi esclusivamente sessuale con Franco Mari, attivista politico, si dedica soprattutto allo studio. Fa amicizia con Pietro, latinista prossimo alla laurea, e confrontando il proprio futuro con il suo si rende conto di non poter aspirare a molto. Mentre prepara la tesi, scrive un racconto vagamente autobiografico e più tardi riceve una cassetta di lettere e quaderni da parte della sorella della maestra Oliviero, ormai morta. Ritrova il libro La fata blu, scritto da Lila a 10 anni, e riconosce in esso la sua fonte d'ispirazione.
Nel frattempo Lila, ormai madre di Gennarino (chiamato come suo fratello), stufa delle violenze di Stefano, per dare al figlio un futuro migliore si trasferisce nel quartiere di San Giovanni a Teduccio insieme a Enzo, da sempre innamorato di lei, che provvede al mantenimento della ragazza e del bambino. Tempo dopo, ormai laureata, Elena dà il suo libro a Pietro, divenuto suo fidanzato, e questi lo consegna a sua madre, che lo fa pubblicare. Volendo dare la notizia anche a Lila, Elena va a San Giovanni dove scopre che l'amica lavora nel salumificio di Bruno Soccavo in condizioni pessime: è magra, ha le mani gonfie e ferite e il suo salario è misero. Le due amiche si abbracciano e si promettono di non perdersi mai più.
In molti lodano l'abilità di scrittura di Elena, ma lei si sente intimorita durante una presentazione, quando un giornalista affermato la attacca durante una conferenza a Firenze. A sorpresa, a difenderla c'è Nino Sarratore, ricomparso per scombussolarle la vita un'altra volta.

## Personaggi principali
- Elena Greco (Lenù o Lenuccia): voce narrante e protagonista. Dopo il diploma al liceo classico, si laurea in Lettere alla Normale di Pisa. Dopo la laurea, pubblica il suo primo libro.
- Raffaella Cerullo (Lila o Lina): amica di Elena e coprotagonista, diventa, a soli sedici anni, la "signora Carracci" ma si sentirà ben presto oppressa dal cognome del marito. Insiste per chiamare suo figlio Gennaro come suo fratello, la persona che lei ama di più al mondo. Per un periodo perde le testa per Nino Sarratore, tanto da scappare e andare a vivere da lui. Dopo un brusco litigio si lasciano e Lila si decide a tornare a casa convinta da Enzo, che le promette di portarla via nel caso in cui non trovi un accordo con Stefano. Viene continuamente picchiata e violentata dal marito. Nonostante questo, non si spaventa mai davanti a Stefano, continuando a rispondergli a ogni lite, dimostrando così un coraggio immenso, inusuale per l'epoca. Quando nasce suo figlio, lei s'impegna oltre ogni dire per stimolarne l'intelligenza con giochi da lei stessa inventati. Più tardi nel romanzo lascia Stefano per vivere con Enzo a San Giovanni a Teduccio e trova lavoro nella salumeria di Bruno Soccavo.
- Stefano Carracci: salumiere figlio di Don Achille e marito di Lila, è violento e avaro e ha a cuore solamente i soldi.
- Giovanni Sarratore (Nino): figlio del poeta-ferroviere. Gran donnaiolo, riuscirà a fare breccia anche nel cuore di Lila, seppur per poco tempo. Elena ne è innamorata fin dall'infanzia.
- Giuseppina Carracci (Pinuccia): seconda figlia di don Achille, sorella di Stefano, rimane incinta di Rino prima del matrimonio, motivo per cui deve sposarlo subito. Costantemente in lotta con la cognata, non è in grado di amare appieno suo figlio Fernando detto Dino, in quanto lo vede come prova vivente della rovina della sua vita.
- Gennaro Cerullo (Rino): fratello maggiore di Lila e marito di Pinuccia, è ossessionato dall'idea di diventare ricco. Ama molto la sorella ma non esita a mettersi dalla parte di Stefano – con il quale ha un pessimo rapporto perché quest'ultimo lo accusa di aver rovinato sua sorella – solo per insultarla. In onore del legame forte che aveva con lui prima dei rispettivi matrimoni con Stefano e Pinuccia, Lila dà al suo primo figlio il nome dell'adorato fratello, Gennaro appunto.

## Critica
Il libro, come del resto tutta la saga, è stato accolto molto positivamente, soprattutto dalla critica estera. 
In particolare il critico del New York Times Joseph Luzzi paragona il libro a I promessi sposi di Manzoni, descrivendo il rapporto fra le due protagoniste alla base del romanzo come la metafora della situazione tragica della città in cui il romanzo è prevalentemente ambientato, cioè Napoli.
Una recensione sul The Independent parla di Elena Ferrante come una delle migliori autrici italiane e giudica il seguito de L'amica geniale come un lavoro narrativo di prim'ordine.
Joanna Walsh del The Guardian loda il volume, descrivendo le pieghe degli eventi come ai limiti di ciò che può essere articolato e nominando l'autrice come scrittrice dell'indicibile.